# Simca 6
 (février 2024).
Si vous disposez d'ouvrages ou d'articles de référence ou si vous connaissez des sites web de qualité traitant du thème abordé ici, merci de compléter l'article en donnant les références utiles à sa vérifiabilité et en les liant à la section « Notes et références ».
La Simca 6 est une évolution du modèle d'automobile franco-italienne Simca 5, conçues par Fiat et produite par les constructeurs Simca et Fiat de 1948 à 1950 en France et jusqu'en 1955 en Italie, commercialisée sous le nom de Fiat 500 C.

## Historique
Au lendemain de la Seconde Guerre mondiale, Fiat présente la Fiat 500 B. Alors que les modèles Simca 5 et Fiat 500 A sont communs, le bureau d'étude Simca de Nanterre affirme un début d'indépendance vis-à-vis sa maison mère Fiat de Turin en produisant la Simca 6. La maison mère italienne avait lancé la version B de sa célèbre Topolino (petite souris en italien) au salon de l'automobile de Genève en mars 1948, sans grosse évolution par rapport à la version A et voulait tester l'accueil du public avant de remplacer ce modèle emblématique.
La Simca 6 est dérivée de la Simca 5 et est présentée comme sa version modernisée. Elle préfigure également la future Fiat 500 C, restée provisoirement en sommeil.
Elle présente les nouveautés suivantes : 
- Un avant sensiblement modifié « américanisé » avec une calandre élargie et plus basse, et des phares intégrés dans des ailes de type Peugeot 203 ou Renault 4 CV,
- Un arrière allongé et un petit coffre uniquement accessible de l'intérieur et presque entièrement occupé par la roue de secours,
- Un moteur, (celui de la Fiat 500 B) dont la puissance a été portée de 13 à 16,5 chevaux à cylindrée égale de 569 cm³, culbuté, soupapes en tête commandées par un arbre à cames latéral,
- Deux versions de carrosseries : coupé découvrable biplace ou petite fourgonnette capable de transporter 250 kg.

## Test du bidon de 5 litres
Avec un bidon de 5 litres d'essence, et dans un but publicitaire, une Simca 6 - strictement de série, mais très soigneusement mise au point - se distingue en effectuant, sous contrôle d'huissier,  108,052 km, soit une consommation de 4,62 litres aux 100 km.

## Une très brève carrière

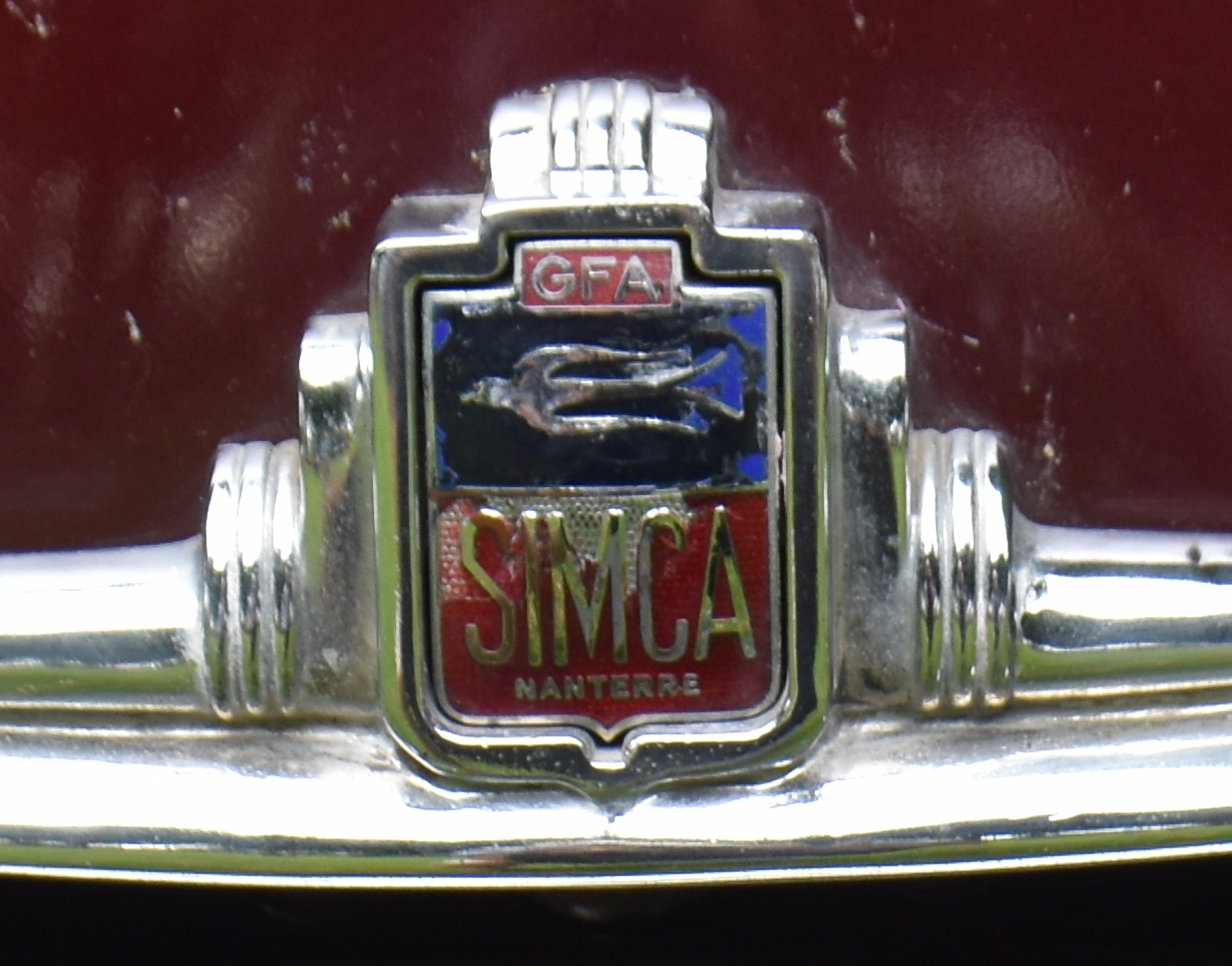
Logo de la Simca 6 1950.

Présentée au grand public au salon de l’automobile de Paris en octobre 1947, la Simca 6 fut réceptionnée en mai 1948 par le service des Mines. La production ne démarra qu'en été 1948 et les premières livraison eurent lieu en septembre 1948. Sa carrière fut éphémère puisqu'elle ne dura que trois années avec une production de seulement 16 508 véhicules, berlines et commerciales incluses ; 200 exemplaires en 1948, un peu plus de 10 000 en 1949 et d’un peu plus de 5 000 en 1950.
Équipée du nouveau moteur de la Fiat 500 B avec une culasse abritant des soupapes en tête d’un rendement supérieur qui porte la puissance de 13 à 16,5 ch, elle dispose d'un châssis avec la partie arrière allongée pour recevoir deux ressorts semi-elliptiques à flexibilité variable et des pneumatiques de plus gros diamètre. La nouvelle carrosserie semblait au goût du jour avec le coffre dissimulant la roue de secours et accueillant le réservoir d’essence. Le modèle français fut présenté plus de 17 mois avant sa sœur italienne qui prit le patronyme de "Fiat 500 C" qui connut un énorme succès en Italie avec 376 371 modèles produits entre 1949 et 1955. La Fiat 500 C fut lancée au salon de Genève en mars 1949.
Hélas ! pour Simca, cette petite voiture à deux places, ne correspondait plus au souhait du public français qui lui préféra les toutes nouvelles Renault 4 CV ou  Citroën 2 CV, berlines bien plus pratiques avec quatre places et quatre portes. La direction décida alors de porter ses efforts sur le rajeunissement de la Simca 8, dans l’attente d’une Simca 9 (la future Aronde qui sera étudiée de conserve avec la future Fiat 1400) bien plus moderne. Il faudra attendre 10 ans pour voir apparaître une autre petite Simca,  mais cette fois avec quatre places et quatre portes, la Simca 1000.
Une version fourgonnette de 250 kg de charge utile fut réceptionnée par le service des Mines en 1949, en remplacement de la Simca 5 fourgonnette.